# LSWR L11 class
LSWR L11 class — тип грузопассажирских паровозов с осевой формулой 2-2-0, разработанных в 1903 году главным инженером Лондонской и Юго-Западной железной дороги Дугалдом Драммондом. Получил прозвище англ. Large Hopper — «Большой конь». Как и большинство паровозов Драммонда, имел внутреннее расположение цилиндров и парораспределительный механизм стефенсоновского типа.

## История
L11 class был одним из серии паровозов Драммонда с высокой степенью унификации друг с другом, в том числе по котлу с T9 class — с аналогичными водяными трубками в топке для увеличения кипятильной поверхности и улучшения циркуляции. Трубки эти удорожали эксплуатацию паровоза и преемником Драммонда Робертом Ури были убраны.
Паровозы L11 class, в отличие от других паровозов Драммонда, пароперегревателями не оснащались. Обычно они использовались со стандартным трёхосным тендером, но иногда сцеплялись и с четырёхосными типа «watercart». В 1947-48 годах в рамках государственных испытаний восемь паровозов были переведены на нефтяное отопление.
Ни один паровоз этого типа не сохранился.
| Год  | Заказ | Количество | Номера LSWR       | Примечания |
| ---- | ----- | ---------- | ----------------- | ---------- |
| 1903 | L11   | 5          | 154-158           |            |
| 1903 | O11   | 5          | 159, 161, 163—165 |            |
| 1904 | D12   | 5          | 134, 148, 166—168 |            |
| 1904 | F12   | 5          | 169-173           |            |
| 1906 | K13   | 5          | 174, 175, 407—409 |            |
| 1906 | M13   | 5          | 410-414           |            |
| 1906 | P13   | 5          | 405, 406, 435—437 |            |
| 1907 | S13   | 5          | 438-442           |            |

## Окраска и нумерация

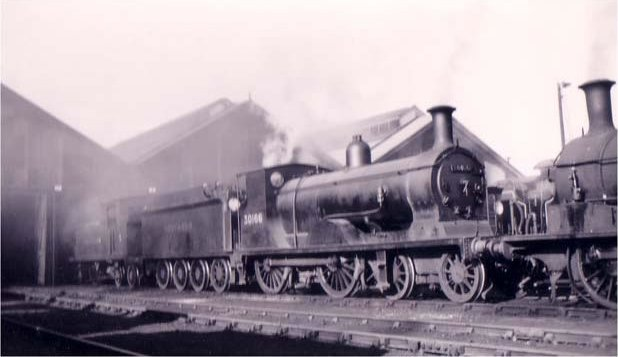
BR № 30166 в депо

На LSWR паровозы были окрашены в пассажирскую шалфеево-зелёную ливрею с с пурпурными и коричневыми кромками филёнок, чёрно-белыми полосами и золотистыми буквами LSWR на тендере.
При передаче Southern Railway в ходе укрупнения британских железных дорог в 1923 году паровозы перекрасили в маунселловскую версию ливреи LSWR (более тёмного зелёного цвета) с жёлтой надписью Southern на бортах тендера и чёрно-белыми полосами.
После национализации паровозы сначала работали в грузовой окраске Southern с надписью British Railways на тендере и с добавлением буквы S к номеру. Затем по мере прохождения ремонта паровозы перекрасили в чёрную схему грузопассажирской службы BR с красно-белыми полосами и эмблемой BR на тендере.
Нумерация при переходе в BR была стандартной. К British Railways в 1948 году перешло 40 паровозов, которые получили разрозненные номера, как и остальные LSWR, в диапазонах 30134-30175, 30405-30414 и 30435-30442. Уже к концу 1948 года 13 паровозов этого типа было списано.
| Год  | На начало года | Списано | Номера                                                          | Примечания |
| ---- | -------------- | ------- | --------------------------------------------------------------- | ---------- |
| 1949 | 40             | 6       | 30167/69, 30410/35/39-40                                        |            |
| 1950 | 34             | 6       | 30158/61/66/68, 30407/12                                        |            |
| 1951 | 28             | 22      | 30134/54-56/59/63-65/71/73-75, 30405-06/08-09/13-14/36/38/41-42 |            |
| 1952 | 6              | 6       | 30148/57/70/72, 30411/37                                        |            |

## Сравнение с K10
Основные различия между «Малым конём» K10 class и «Большим конём» L11 class, согласно Денди Маршаллу:
- у K10 длина спарников 9 футов (2700 мм) и котёл от LSWR C8 class;
- у L11 длина спарников 10 футов (3000 мм) и котёл от LSWR T9 class.

## Внешние ссылки
- SEMG gallery